# 埃肯罗特
埃肯罗特是德国莱茵兰-普法尔茨州的一个市镇。总面积1.08平方公里，总人口219人，其中男性99人，女性120人（2011年12月31日），人口密度203人/平方公里。